# エステル・レデツカ
- エスター・レデッカ

エステル・レデツカ（Ester Ledecká チェコ語発音: [ˈɛstɛr  ˈlɛdɛtskaː], 1995年3月23日 - ）は、チェコ共和国プラハ出身のスノーボードとアルペンスキーの選手。2018年平昌オリンピックでアルペンスキー競技とスノーボード競技で1位となり、冬季オリンピックの一大会において異なる競技で金メダルを獲得した最初の女性である。

## 生い立ち
1995年3月23日、プラハにおいて父ヤネク・レデツキー(Janek Ledecký)と母ズザナ(Zuzana)・レデツカとの間に生まれた。
父ヤネクはチェコやスロバキアで有名なミュージシャンである。母方はスポーツの家系で、エステルの祖父ヤン・クラパーチ(Jan Klapáč)はアイスホッケーの強豪国チェコスロバキア(当時)の選手としてインスブルック、グルノーブルの2つのオリンピック大会と、7回の世界選手権大会でメダルを獲得したアスリート、母ズザナはフィギュアスケート選手であった。
レデツカが最初に経験したスポーツは母方の祖父の影響を受けたアイスホッケーである。スキーは2歳の頃、スノーボードは5歳の時に始め、どちらも1歳半年上の兄ヨナーシュ(Jonáš)が嗜んでいたことがきっかけである。13歳くらいまではフリースタイルスノーボードとスノーボードクロスをやっていた。兄がアルペンスノーボードを始めたことに影響されて本人もアルペン競技を学びはじめ、最初はこの競技が好きではなかったが、負けず嫌いの性分から兄を打ち負かしたい一心で練習を続けたという。
14歳の頃、スノーボードかアルペンスキーかのどちらかを選択するようコーチから求められた際には、両方やることが問題ならば別のコーチを選ぶと言い切ったところ、15歳を過ぎた頃になってようやくコーチから両方で勝負していくことへの理解を得られたという。本人曰く「スキーで高速のレースをすることがスノーボードに活き、スノーボードの実績がスキーでの自信につながっている」とのこと。
その後は、アルペンスキーにおいてはアメリカのボディー・ミラーや母国の英雄オンドレイ・バンク(Ondřej Bank)、スノーボードにおいてはオーストリアのベンジャミン・カール(Benjamin Karl)に触発され、彼らのスタイルを磨いてきた。
なお、現在アーティストとして活動している兄のヨナーシュは、妹エステルのレース用ウェア、スキー板、スノーボード、プロテクター等のデザインを手がけており、2023年までの公式ウェブサイトのトップページを飾るイメージ画像も彼の作品であった。

## 経歴

### 幼少期
2000-2001年シーズン、レデツカは5歳の時、別荘のあるシュピンドレルーフ・ムリーンで開催されたミルカカップスキーレースに初めて参加して優勝した。
その後、チェコ国内で2年毎に開催される子供と青少年のオリンピアードで5つの金メダルと2つの銀メダルを獲得するなどして、国内ではアルペンスキーとスノーボードのアスリートとして注目を浴びていた。
2010-2011年シーズン、1月下旬にスペイン・ラ・モリーナで開催されたスノーボード世界選手権大会に初参戦し、パラレル大回転は33位、パラレル回転は40位の成績であった。
国際大会で頭角を現したのは、その一か月後となる2月中旬に地元チェコ・リベレツで開催された欧州ユースオリンピック大会である。スノーボードクロスで5位に入賞したその二日後にはパラレル大回転で優勝を果たした。この時すでにアルペンスキーとの所謂二刀流を実践しているが、アルペンスキーの成績は大回転が38位、回転が22位と振るわなかった。むしろアルペンスキー会場であるリベレツとスノーボード会場であるレイディツェとの2会場を股にかけた過密日程（2月14-17日の4日間で4競技）をこなしたことに注目された。

### W杯参戦
2012-2013年シーズンからはスノーボード・ワールドカップのアルペン種目に挑戦し、初参戦した12月21日のイタリア・カレッツア大会パラレル大回転では13位の成績を残し、レデツカ自身5戦目となり翌年のオリンピック前哨戦とされた2月14日のロシア・ソチ大会においてパラレル大回転で6位に入賞した。また、3月にはトルコ・エルズルムで開催されたスノーボード世界ジュニア選手権大会で、パラレル大回転、パラレル回転ともに優勝を果たした。
2013-2014年シーズンは、1月10日にオーストリアで開催されたスノーボード・ワールドカップ・バート・ガスタイン大会のパラレル回転で2位となり初めて表彰台に立つと、翌週の1月18日にはログラ大会のパラレル大回転で同種目では歴代最年少の18歳で初優勝に輝いた。その勢いのまま2月のソチオリンピックに初出場し、パラレル大回転で7位、パラレル回転で6位の成績を残した。
2014-2015年シーズンは、1月にオーストリア・ラッハタールで開催されたスノーボード世界選手権においてパラレル回転で優勝した。スノーボードのワールドカップではエントリーした8戦中、優勝2回を含むトップ10入り7回と安定した成績を残し、シーズンの成績はパラレル大回転が2位、パラレル回転が8位、パラレル総合が3位となった。
2015-2016年シーズンから2017-2018年シーズンにかけての3シーズンのスノーボードの成績は、ワールドカップ27戦に参戦して15勝を含む表彰台22回という強さを見せ、パラレル大回転では2015-2016年シーズンと2027-2018シーズンで総合優勝、パラレル総合成績で3連覇に輝いた。
また、2015-2016年シーズンからはアルペンスキー・ワールドカップにも参戦し、自身初戦となる2月のドイツ・ガルミッシュ＝パルテンキルヒェン大会では、滑降が42番スタートながら24位、スーパー大回転が44番スタートで25位に入る健闘を見せ、アルペンスキーとスノーボードという二つの異なる競技で世界的に活躍する選手として認知されるようになった。
2017年にスペイン・シエラ・ネバダで開催されたスノーボード世界選手権では、2連覇のかかるパラレル回転では決勝で惜しくもオーストリアのダニエラ・ウルビングに敗れ準優勝に甘んじたが、パラレル大回転で優勝した。

### 平昌五輪での活躍
平昌オリンピックでは、アルペンスキー競技のスーパー大回転とスノーボード競技のパラレル大回転にエントリー。オリンピックにおいてアルペンスキーとスノーボードの両方の競技にエントリーする初のケースとなった。
大会前の2017-2018シーズンの成績は、スノーボード・ワールドカップのパラレル大回転に6戦出場して5勝と圧倒的な強さを見せ、平昌オリンピックでのこの種目における金メダル候補の最右翼ともくされていた。一方、アルペンスキーのスーパー大回転は、平昌オリンピックまでの過去の実績がワールドカップ19位、世界選手権29位が最高成績であり、オリンピック前に参戦した最後のワールドカップ・スーパー大回転も24位（1月13日）と成績は芳しくなく、ワールドカップ・スーパー大回転ランキング(WCSL-SG)は50位と注目度は低かった。
2月17日のアルペンスキー女子スーパー大回転ではメダル獲得の可能性が圧倒的に高いとされる滑走順(Bib Number)が20番までの選手(特に、滑走順19番までの奇数番号を振り分けられるWCSL-SG上位10人の選手がメダル最有力とされる)の滑走が終わった時点でトップに立っていたオーストリアのアンナ・ファイトが金メダル確実と見られていたが、その約12分後に滑走順26番でスタートしたレデツカがファイトのタイムを0.01秒上回る快走を見せ、逆転で金メダルを獲得する大番狂わせを演出して大きな話題となった。ゴールの瞬間、自分の順位を示す掲示板を見て呆然と立ち尽くし、テレビ中継のカメラが近寄ると「No. Must be some mistakes.(いや、何かの間違いだわ）」とつぶやき、子供の頃からの夢の一つを叶えた喜びの表情ではなく当惑した姿が映し出された。
試合後の優勝インタビューでゴーグルを外さずに受けたことからその理由を問われ「インタビューを受ける立場になるとは思ってなく、化粧をしていなかった」と切り返したことや、履いていたスキー板がこの種目のエントリーを見送ったチームの同僚ミカエラ・シフリンから拝借したものであったと噂されるなど、レース後も話題が尽きなかった。
| 順位 | 選手名                       | タイム  | 年齢 | 滑走順 (Bib №) | WCSL-SG (ポイント) | オリンピック | オリンピック | 世界選手権 | 世界選手権 | ワールドカップ | ワールドカップ | 合計 | 合計            | 2017-2018シーズン ワールドカップの主な成績等 |
| 順位 | 選手名                       | タイム  | 年齢 | 滑走順 (Bib №) | WCSL-SG (ポイント) | Top5         | 表彰台       | Top5       | 表彰台     | Top5           | 表彰台         | Top5 | 表彰台 (うちSG) | 2017-2018シーズン ワールドカップの主な成績等 |
| ---- | ---------------------------- | ------- | ---- | -------------- | ------------------ | ------------ | ------------ | ---------- | ---------- | -------------- | -------------- | ---- | --------------- | -------------------------------------------- |
| 1    | エステル・レデツカ           | 1:21.11 | 22歳 | 26番           | 50位(15pt)         | 0            | 0            | 0          | 0          | 0              | 0              | 0    | 0(0)            |                                              |
| 2    | アンナ・ファイト             | +0.01   | 28歳 | 15番           | 7位(257pt)         | 2            | 2            | 8          | 5          | 69             | 45             | 79   | 52(23)          | 前回ソチ大会の金メダリスト。                 |
| 3    | ティナ・ワイラター           | +0.11   | 28歳 | 7番            | 1位(493pt)         | 0            | 0            | 2          | 1          | 55             | 37             | 57   | 38(18)          | SGランク1位。2017世界選手権2位。             |
| 4    | ララ・グート-ベーラミ        | +0.12   | 26歳 | 5番            | 2位(459pt)         | 2            | 1            | 8          | 5          | 60             | 45             | 70   | 51(20)          | 直前のSG優勝。2017世界選手権3位。            |
| 5    | ヨアナ・シュナルフ           | +0.16   | 33歳 | 3番            | 6位(264pt)         | 1            | 0            | 0          | 0          | 8              | 2              | 9    | 2(1)            | 直前のSG2位。                                |
| 6    | フェデリカ・ブリニョネ       | +0.38   | 27歳 | 11番           | 4位(286pt)         | 1            | 1            | 2          | 1          | 37             | 23             | 40   | 25(3)           | SGとGSで各1勝。                              |
| 6    | リンゼイ・ボン               | +0.38   | 33歳 | 1番            | 10位(220pt)        | 2            | 2            | 11         | 7          | 148            | 135            | 161  | 144(49)         | SG通算28勝。                                 |
| 8    | コーネリア・ヒュッター       | +0.43   | 25歳 | 19番           | 9位(235pt)         | 0            | 0            | 1          | 0          | 22             | 13             | 23   | 13(5)           | DH1勝、SG最高3位。                           |
| 9    | ミシェル・ギザン             | +0.46   | 24歳 | 16番           | 11位(218pt)        | 0            | 0            | 1          | 1          | 7              | 4              | 8    | 5(1)            | SG最高2位。                                  |
| 10   | ビクトリア・レーベンスブルグ | +0.51   | 28歳 | 14番           | 16位(164pt)        | 3            | 2            | 4          | 1          | 57             | 39             | 64   | 42(4)           | GS3勝。2017世界選手権4位。                   |
| 11   | ソフィア・ゴッジア           | +0.54   | 25歳 | 13番           | 5位(284pt)         | 0            | 0            | 3          | 1          | 23             | 20             | 26   | 21(5)           | DH2勝、SG最高2位。                           |
| 12   | ナディア・ファンキーニ       | +0.77   | 31歳 | 4番            | 18位(132pt)        | 1            | 0            | 3          | 2          | 32             | 13             | 36   | 15(4)           | DH最高3位、SG最高5位。                       |

大番狂わせから一週間後、今度は本命とされるスノーボード・パラレル大回転での金メダルの行方に大きな脚光が注がれた。
2月24日に行われたスノーボード女子パラレル大回転では、予選の2本の合計タイムが2位の選手に対し1.26秒の大差をつける1位での通過となり、その後の決勝ではセリナ・イェルクを0.46秒差で破り、金メダルを獲得した。

この瞬間、レデツカは冬季オリンピック1大会において異なる2つの競技で金メダルを獲得した史上初の女子選手となった。これは男女を通じても1928年サンモリッツオリンピックでヨハン・グロットムスブローテンがクロスカントリースキーとノルディック複合の2つの競技で金メダルを獲得して以来、冬季オリンピックでは90年ぶり3人目の偉業であった。似て非なるスポーツを両立させることについて、本人は冗談めかして「斜面を下るのは同じ。」といい、その苦労をあまり語らないが、3週間ずつ交互に積み重ねてきたという努力の成果が結実した瞬間であった。また、二冠達成時のインタビューでは、子供たちに対し「自分がやりたいことを何でもやってください。私は両方を選びたいと思いました。多くの人が『両方でトップになるなんて無理だ』と言ったとしても」とエールを送った。

### 主軸をアルペンスキーへ
2018-2019年シーズンは、ワールドカップの出場回数がスノーボードの8戦に対しアルペンスキーが12戦と上回った。スノーボードでは優勝2回を含み全てベスト5以上の成績を残し相変わらず安定した強さを見せ、パラレル大回転で2連覇、パラレル総合で4連覇を成し遂げた。かたや、アルペンスキーの高速系競技においても10位以内に入るレースを見せるようになった。このシーズンは、スノーボード世界選手権が2月1日から10日にかけて米国・ユタ州のパークシティで、アルペンスキー世界選手権が2月5日から17日にかけてスウェーデンのオーレでの開催となり、二つの大会日程が重なることから両大会への出場が叶わずスノーボード大会への参加を断念した。
2019-2020年シーズンからは、前シーズンよりも更にアルペンスキーに力を入れるようになった。アルペンスキー・ワールドカップは16戦に参戦し、12月のカナダ・レイク・ルイーズ大会の滑降にて、アルペンスキーでは初の金メダルを獲得したのをはじめとして、高速系競技13戦中トップ10入りが7回と、トップアスリートの地位を築いた。シーズン中にはアルペン複合にも2戦出場し6位と3位を獲得した。スノーボード・ワールドカップについては、僅か2回の出場に激減したが2位と優勝の成績を残している。
2020-2021年シーズンは、アルペンスキーワールドカップにおいて12戦出場し、優勝1回を含むトップ10入り8回と好調を維持し、スノーボードワールドカップにおいては唯一出場した12月のイタリア・コルティーナ・ダンペッツオ大会で優勝を飾っている。2月中旬にコルティーナ・ダンペッツォで開催されたアルペンスキー世界選手権では、スーパー大回転と滑降で4位、複合で8位の好成績を残したが、3月上旬にスロベニアのログラで開催されたスノーボード世界選手権にはパラレル大回転でエントリーしたものの怪我のため欠場した。
2021-2022年シーズンは、北京オリンピックでの平昌以来のダブル金メダルが期待されていた。スノーボードにおいては12月にワールドカップのパラレル大回転2戦に出場して2位と1位を獲得したあと、大きな国際大会に2か月間出場しないまま北京オリンピックを迎えることとなったが、他を圧倒して金メダルを獲得してパラレル大回転2連覇を果たした。一方、アルペンスキーはオリンピック直前のワールドカップ4戦全てでトップ10入りして好調ではあったが、連覇のかかったスーパー大回転本番ではトップと0.43秒差の5位で金メダルを逃した。その他の種目の成績は、滑降が27位、複合が4位であった。
2022年夏のトレーニング中に鎖骨を複雑骨折する大怪我を負ったため、2022-2023年シーズンは、スノーボード、アルペンスキーともにワールドカップ序盤からの参戦を見送った。その後も怪我の回復が遅れたことから2月6日〜19日のアルペンスキー世界選手権への参加を諦め、2月19日〜3月5日のスノーボード世界選手権への参戦に向けて調整をつづけてきたが間に合わなかった。復帰したのは、スノーボード・ワールドカップの終盤戦である。2023年3月15日のスロベニア・ログラ大会でパラレル大回転に出場して2位を獲得すると、その3日後、シーズン最終戦のドイツ・ベルヒテスガーデン大会のパラレル回転では見事に優勝して復活を果たした。
なお、シーズン開幕前には、2018年の平昌オリンピックでレデツカに初めて金メダルをもたらしたスキーメーカー・アトミックとの契約を涙ながらに解除し、これに替わってチェコの資産家トマーシュ・ニェメツ(Tomáš Němec)が2018年にオーナーとなったケスレー(Kästle)と新たな契約を締結した。この決断には、レデツカが尊敬するチェコ出身のスキーヤー・オンドレイ・バンクも関与した。
2023-2024シーズンは、11月に感染したウイルス性の呼吸器系疾患が長引き、療養を続けながらのレースとなった。

アルペンスキー・ワールドカップには序盤戦から出場したものの、前シーズンを欠場したブランクと体調不良との影響により、シーズン前半は精彩を欠き、1月14日にオーストリア・ザルヘンゼーで開催されたスーパー大回転での11位が最高成績であった。
その後、ワールドカップから離れて6年振りにヨーロッパカップに参戦するなどして調整してきたところ、2月後半からは漸く体調が改善し、2月18日のスイス・クラン＝モンタナ(Crans-Montana)大会におけるスーパー大回転でトップ10(8位)に入った。次に参戦したノルウェー・クヴィットフジェル(Kvitfjell)大会のスーパー大回転では3月2日に4位、翌日には3位に入り、本来の実力を取り戻すと、シーズン最後のオーストリア・ザールバッハ大会スーパー大回転では、この種目でランキング1位のララ・グート-ベーラミや同2位のフェデリカ・ブリリョネらを押さえて優勝した。

一方、スノーボード・ワールドカップにおいては、初参戦した1月のブルガリア・パンポロヴォ大会のパラレル回転において体調が万全ではないにもかかわらず二日連続で優勝するなど、出場した3戦ですべて優勝し、パラレル種目で圧巻の強さを見せつけた。
2024-2025シーズンは、3シーズンぶりに体調万全な状態でシーズンを迎えた。11月30日に中国・美林で開幕したスノーボード・ワールドカップ第1戦のパラレル大回転で優勝、第2戦のパラレル回転で4位と好発進したが、その後はアルペンスキー競技に専念するとして彼女のスノーボード・ワールドカップは早々に終了した。アルペンスキー・ワールドカップの高速系種目の第1戦となった12月14日のアメリカ・ビーバークリーク大会では、滑降で6位に入賞すると、その後の大会で滑降が最高3位表彰台、スーパー大回転が最高7位入賞の結果を残して世界選手権を迎ることとなった。

2月4日-16日にかけてオーストリア・ザールバッハで開催されたアルペンスキー世界選手権では、2月6日にスーパー大回転で7位、2月8日の滑降ではトップと0.21秒差の3位となり、アルペンスキー競技の世界選手権で初めて表彰台に登った。3月下旬にスイス・エンガディンで開催されたスノーボード世界選手権では、12月1日のワールドカップ参戦以来のブランクを全く感じさせず、パラレル大回転で金メダルを獲得し、この時点で同一シーズンにおける異なる競技での世界選手権のメダル獲得を達成した。その二日後にはパラレル回転の決勝で日本の三木つばきに敗れるも銀メダルを獲得した。

## 戦績

### オリンピック
| 開催年 | 開催地 | 会場                         | 開催日  | 競技           | 種目           | 決勝成績 | 優勝者(国籍)                            | 備考(日本人成績)                |
| ------ | ------ | ---------------------------- | ------- | -------------- | -------------- | -------- | --------------------------------------- | ------------------------------- |
| 2014年 | ソチ   | ロザ・フトル                 | 2月19日 | スノーボード   | パラレル大回転 | 7位      | パトリツィア・クンマー( スイス)         | 竹内智香:2位。                  |
| 2014年 | ソチ   | ロザ・フトル                 | 2月22日 | スノーボード   | パラレル回転   | 6位      | ジュリア・デュモヴィッツ( オーストリア) | 竹内智香:14位。                 |
| 2018年 | 平昌   | チョンソン                   | 2月15日 | アルペンスキー | 大回転         | 23位     | ミカエラ・シフリン( アメリカ合衆国)     | 石川晴菜:33位。                 |
| 2018年 | 平昌   | チョンソン                   | 2月17日 | アルペンスキー | スーパー大回転 | 1位      | エステル・レデツカ( チェコ)             |                                 |
| 2018年 | 平昌   | フェニックス・スノーパーク   | 2月24日 | スノーボード   | パラレル大回転 | 1位      | エステル・レデツカ( チェコ)             | 竹内智香:5位。                  |
| 2022年 | 北京   | 張家口・雲頂スキー公園競技場 | 2月8日  | スノーボード   | パラレル大回転 | 1位      | エステル・レデツカ( チェコ)             | 三木つばき:9位、竹内智香:15位。 |
| 2022年 | 北京   | 国営アルペンスキーセンター   | 2月11日 | アルペンスキー | スーパー大回転 | 5位      | ララ・グート-ベーラミ( スイス)          |                                 |
| 2022年 | 北京   | 国営アルペンスキーセンター   | 2月15日 | アルペンスキー | 滑降           | 27位     | コリーヌ・ズター( スイス)               |                                 |
| 2022年 | 北京   | 国営アルペンスキーセンター   | 2月17日 | アルペンスキー | 複合           | 4位      | ミシェル・ギザン( スイス)               |                                 |

### 世界選手権
| 開催年 | 開催国       | 開催地                     | 開催日  | 競技           | 種目           | 成績 | 優勝者                                    | 備考(日本人成績)                            |
| ------ | ------------ | -------------------------- | ------- | -------------- | -------------- | ---- | ----------------------------------------- | ------------------------------------------- |
| 2011年 | スペイン     | ラ・モリーナ               | 1月19日 | スノーボード   | パラレル大回転 | 33位 | アリョーナ・ザワルジナ( ロシア)           | 竹内智香20位、家根谷依里32位。              |
| 2011年 | スペイン     | ラ・モリーナ               | 1月22日 | スノーボード   | パラレル回転   | 40位 | ヒルデカトリン・エンゲリ( ノルウェー)     |                                             |
| 2013年 | カナダ       | ストヌアム                 | 1月25日 | スノーボード   | パラレル大回転 | 16位 | イザベラ・ラーベク( ドイツ)               | 竹内智香7位、家根谷依里17位。               |
| 2013年 | カナダ       | ストヌアム                 | 1月27日 | スノーボード   | パラレル回転   | 17位 | エカチェリーナ・トゥデゲシェワ( ロシア)   | 竹内智香8位、家根谷依里23位。               |
| 2015年 | オーストリア | ラッハタール               | 1月22日 | スノーボード   | パラレル回転   | 1位  | エステル・レデツカ( チェコ)               | 竹内智香15位、家根谷依里45位。              |
| 2015年 | オーストリア | ラッハタール               | 1月23日 | スノーボード   | パラレル大回転 | 5位  | クラウディア・リーグラー( オーストリア)   | 竹内智香3位、家根谷依里19位。               |
| 2017年 | スイス       | サン・モリッツ             | 2月7日  | アルペンスキー | スーパー大回転 | 29位 | ニコル・シュミットホファー( オーストリア) |                                             |
| 2017年 | スイス       | サン・モリッツ             | 2月10日 | アルペンスキー | 複合           | 20位 | ウェンディ・ホルデナー( スイス)           |                                             |
| 2017年 | スイス       | サン・モリッツ             | 2月12日 | アルペンスキー | 滑降           | 21位 | イルカ・ストゥヘッツ( スロベニア)         |                                             |
| 2017年 | スイス       | サン・モリッツ             | 2月14日 | アルペンスキー | チームパラレル | 9位  | フランス( フランス)                       |                                             |
| 2017年 | スイス       | サン・モリッツ             | 2月16日 | アルペンスキー | 大回転         | 37位 | テッサ・ウォーリー( フランス)             |                                             |
| 2017年 | スペイン     | シエラ・ネバダ             | 3月15日 | スノーボード   | パラレル回転   | 2位  | ダニエラ・ウルビング( オーストリア)       | 竹内智香15位、家根谷依里45位。              |
| 2017年 | スペイン     | シエラ・ネバダ             | 3月15日 | スノーボード   | パラレル大回転 | 1位  | エステル・レデツカ( チェコ)               | 竹内智香10位、家根谷依里23位。              |
| 2019年 | スウェーデン | オーレ                     | 2月5日  | アルペンスキー | スーパー大回転 | 27位 | ミカエラ・シフリン( アメリカ合衆国)       |                                             |
| 2019年 | スウェーデン | オーレ                     | 2月8日  | アルペンスキー | 複合           | 15位 | ウェンディ・ホルデナー( スイス)           |                                             |
| 2019年 | スウェーデン | オーレ                     | 2月10日 | アルペンスキー | 滑降           | 17位 | イルカ・ストゥヘッツ( スロベニア)         |                                             |
| 2021年 | イタリア     | コルティーナ・ダンペッツォ | 2月11日 | アルペンスキー | スーパー大回転 | 4位  | ララ・グート-ベーラミ( スイス)            |                                             |
| 2021年 | イタリア     | コルティーナ・ダンペッツォ | 2月13日 | アルペンスキー | 滑降           | 4位  | コリーヌ・ズター( スイス)                 |                                             |
| 2021年 | イタリア     | コルティーナ・ダンペッツォ | 2月15日 | アルペンスキー | 複合           | 8位  | ミカエラ・シフリン( アメリカ合衆国)       |                                             |
| 2021年 | スロベニア   | ログラ                     | 3月1日  | スノーボード   | パラレル大回転 | DNS  | セリナ・イエルク( ドイツ)                 | 竹内智香7位、三木つばき20位、佐藤江峰21位。 |
| 2025年 | オーストリア | ザールバッハ               | 2月6日  | アルペンスキー | スーパー大回転 | 7位  | ステファニー・フィニエ( オーストリア)     |                                             |
| 2025年 | オーストリア | ザールバッハ               | 2月8日  | アルペンスキー | 滑降           | 3位  | ブリージー・ジョンソン( アメリカ合衆国)   |                                             |
| 2025年 | スイス       | エンガディン               | 3月20日 | スノーボード   | パラレル大回転 | 1位  | エステル・レデツカ( チェコ)               | 三木つばき2位、竹内智香22位、豊田亜紗38位。 |
| 2025年 | スイス       | エンガディン               | 3月22日 | スノーボード   | パラレル回転   | 2位  | 三木つばき( 日本)                         | 三木つばき1位、豊田亜紗29位、竹内智香41位。 |

### ワールドカップ
- スノーボード[1]
  - 参戦回数: 64回[注釈 18]
  - 表彰台: 39回(優勝25回、2位10回、3位4回)
  - トップ5: 49回、トップ10: 57回

- スキー[1]
  - 参戦回数: 100回[注釈 19]
  - 表彰台: 11回(優勝4回、2位2回、3位5回)
  - トップ5: 15回、トップ10: 38回

| シーズン | スノーボード    | スノーボード  | スノーボード    | スノーボード  | アルペンスキー | アルペンスキー  | アルペンスキー | アルペンスキー | アルペンスキー | アルペンスキー | 備考                                   |
| シーズン | パラレル 大回転 | パラレル 回転 | パラレル チーム | パラレル 総合 | 滑降           | スーパー 大回転 | 大 回 転       | 回転           | アルペン 複合  | 総合           | 備考                                   |
| -------- | --------------- | ------------- | --------------- | ------------- | -------------- | --------------- | -------------- | -------------- | -------------- | -------------- | -------------------------------------- |
| 2012-13  | 15位(4)         | 16位(3)       | -               | 15位(7)       | -              | -               | -              | -              | -              |                |                                        |
| 2013-14  | 3位(3)          | 2位(3)        | -               | 2位(6)        | -              | -               | -              | -              | -              | -              |                                        |
| 2014-15  | 2位(4)          | 8位(4)        | -               | 3位(8)        | -              | -               | -              | -              | -              | -              |                                        |
| 2015-16  | 1位(3)          | 5位(4)        | -               | 1位(7)        | 37位(3)        | 42位(3)         | -              | -              | -              | 93位(6)        |                                        |
| 2016-17  | 3位(3)          | 2位(3)        | -               | 1位(6)        | 34位(4)        | 38位(2)         | -              | -              | -              | 77位(6)        |                                        |
| 2017-18  | 1位(8)          | 24位(1)       | -               | 1位(9)        | 22位(4)        | 47位(4)         | -(1)           | -              | -              | 61位(9)        | 別途パラレル大回転DNS1回。             |
| 2018-19  | 1位(6)          | 13位(2)       | -               | 1位(8)        | 24位(7)        | 28位(5)         | -              | -              | -              | 54位(12)       |                                        |
| 2019-20  | 17位(1)         | 8位(1)        | -               | 17位(2)       | 2位(8)         | 21位(5)         | -              | -              | 3位(2)         | 10位(15)       | 別途スーパー大回転DNS1回。             |
| 2020-21  | 13位(1)         | -             | -               | 23位(1)       | 8位(5)         | 5位(5)          | 47位(1)        | -              | -(1)           | 13位(12)       |                                        |
| 2021-22  | 12位(2)         | -             | -               | 15位(2)       | 3位(7)         | 22位(5)         | -(1)           | -              | -              | 19位(13)       |                                        |
| 2022-23  | 20位(1)         | 15位(1)       | -               | 18位(2)       | -              | -               | -              | -              | -              | -              |                                        |
| 2023-24  | -               | 3位(3)        | -(1)            | 13位(4)       | 23位(7)        | 6位(8)          | -              | -              | -              | 23位(15)       | 別途滑降およびスーパー大回転DNS各1回。 |
| 2024-25  | 26位(1)         | 20位(1)       | -               | 24位(2)       | 8位(5)         | 16位(7)         | -              | -              | -              | 21位(12)       | 別途滑降DNS各1回。                     |

| シーズン | 開催国       | 開催地                           | 開催日   | 競技           | 種目           | 成績 | 優勝者                                  | 備考(日本人成績)                                                              |
| -------- | ------------ | -------------------------------- | -------- | -------------- | -------------- | ---- | --------------------------------------- | ----------------------------------------------------------------------------- |
| 2013-14  | オーストリア | バート・ガスタイン               | 1月10日  | スノーボード   | パラレル回転   | 2位  | パトリツィア・クンマー( スイス)         | 家根谷依里45位、竹内智香46位。                                                |
| 2013-14  | オーストリア | バート・ガスタイン               | 1月12日  | スノーボード   | パラレル回転   | 3位  | パトリツィア・クンマー( スイス)         | 竹内智香32位、家根谷依里38位。                                                |
| 2013-14  | スロベニア   | ログラ                           | 1月18日  | スノーボード   | パラレル大回転 | 1位  | エステル・レデツカ( チェコ)             | 竹内智香2位。                                                                 |
| 2014-15  | オーストリア | バート・ガスタイン               | 1月9日   | スノーボード   | パラレル回転   | 1位  | エステル・レデツカ( チェコ)             | 竹内智香29位、家根谷依里35位。                                                |
| 2014-15  | ドイツ       | ズデルフェルト                   | 2月7日   | スノーボード   | パラレル大回転 | 1位  | エステル・レデツカ( チェコ)             | 竹内智香4位、家根谷依里18位。                                                 |
| 2014-15  | 日本         | 旭川                             | 2月28日  | スノーボード   | パラレル大回転 | 3位  | ジュリア・デュモヴィッツ( オーストリア) | 竹内智香5位,家根谷依里8位,佐藤江峰22位,宮武祥子38位,豊田亜紗39位,植野琴41位。 |
| 2015-16  | イタリア     | カレッツァ                       | 12月12日 | スノーボード   | パラレル大回転 | 1位  | エステル・レデツカ( チェコ)             | 竹内智香5位、家根谷依里12位、佐藤江峰35位。                                   |
| 2015-16  | スロベニア   | ログラ                           | 1月23日  | スノーボード   | パラレル大回転 | 1位  | エステル・レデツカ( チェコ)             | 竹内智香8位、家根谷依里15位。                                                 |
| 2015-16  | ロシア       | モスクワ                         | 1月30日  | スノーボード   | パラレル回転   | 3位  | パトリツィア・クンマー( スイス)         | 竹内智香14位、家根谷依里15位。                                                |
| 2015-16  | トルコ       | Kayseri                          | 2月27日  | スノーボード   | パラレル大回転 | 1位  | エステル・レデツカ( チェコ)             | 竹内智香14位、家根谷依里18位。                                                |
| 2016-17  | イタリア     | カレッツァ                       | 12月15日 | スノーボード   | パラレル大回転 | 2位  | イナ・メシク( オーストリア)             | 竹内智香6位。                                                                 |
| 2016-17  | イタリア     | コルティーナ・ダンペッツォ       | 12月17日 | スノーボード   | パラレル回転   | 1位  | エステル・レデツカ( チェコ)             | 竹内智香31位。                                                                |
| 2016-17  | スロベニア   | ログラ                           | 1月28日  | スノーボード   | パラレル大回転 | 1位  | エステル・レデツカ( チェコ)             | 竹内智香20位、家根谷依里31位。                                                |
| 2016-17  | トルコ       | エルジェス-カイセリ              | 3月5日   | スノーボード   | パラレル大回転 | 1位  | エステル・レデツカ( チェコ)             | 竹内智香2位、家根谷依里DNF。                                                  |
| 2016-17  | ドイツ       | ヴィンターベルク                 | 3月18日  | スノーボード   | パラレル回転   | 2位  | ザビーネ・シェフマン( オーストリア)     | 家根谷依里20位。                                                              |
| 2017-18  | イタリア     | カレッツァ                       | 12月14日 | スノーボード   | パラレル大回転 | 1位  | エステル・レデツカ( チェコ)             | 竹内智香9位、家根谷依里11位。                                                 |
| 2017-18  | イタリア     | コルティーナ・ダンペッツォ       | 12月15日 | スノーボード   | パラレル大回転 | 1位  | エステル・レデツカ( チェコ)             | 佐藤江峰13位、竹内智香20位、家根谷依里22位。                                  |
| 2017-18  | オーストリア | ラッケンホーフ                   | 1月5日   | スノーボード   | パラレル大回転 | 1位  | エステル・レデツカ( チェコ)             | 竹内智香17位、家根谷依里26位。                                                |
| 2017-18  | スロベニア   | ログラ                           | 1月20日  | スノーボード   | パラレル大回転 | 1位  | エステル・レデツカ( チェコ)             | 竹内智香14位、佐藤江峰25位。                                                  |
| 2017-18  | ブルガリア   | バンスコ                         | 1月26日  | スノーボード   | パラレル大回転 | 1位  | エステル・レデツカ( チェコ)             | 竹内智香19位、佐藤江峰22位。                                                  |
| 2017-18  | トルコ       | カイセリ                         | 3月3日   | スノーボード   | パラレル大回転 | 2位  | ミレナ・ブイコワ( ロシア)               | 竹内智香23位、佐藤江峰DNF。                                                   |
| 2017-18  | スイス       | シュクオル                       | 3月10日  | スノーボード   | パラレル大回転 | 1位  | エステル・レデツカ( チェコ)             | 佐藤江峰17位、竹内智香22位。                                                  |
| 2018-19  | イタリア     | カレッツァ                       | 12月13日 | スノーボード   | パラレル大回転 | 2位  | ナディア・オホナー( イタリア)           | 佐藤江峰13位。                                                                |
| 2018-19  | イタリア     | コルティーナ・ダンペッツォ       | 12月15日 | スノーボード   | パラレル大回転 | 1位  | エステル・レデツカ( チェコ)             | 佐藤江峰16位。                                                                |
| 2018-19  | 韓国         | 平昌                             | 2月16日  | スノーボード   | パラレル大回転 | 1位  | エステル・レデツカ( チェコ)             | 佐藤江峰19位。                                                                |
| 2018-19  | 韓国         | 平昌                             | 2月17日  | スノーボード   | パラレル大回転 | 3位  | ラモナテレジア・ホフマイスター( ドイツ) | 佐藤江峰23位。                                                                |
| 2018-19  | 中国         | 張家口・雲頂スキー公園競技場     | 2月23日  | スノーボード   | パラレル大回転 | 2位  | ラモナテレジア・ホフマイスター( ドイツ) | 佐藤江峰13位。                                                                |
| 2018-19  | スイス       | シュクオル                       | 3月9日   | スノーボード   | パラレル大回転 | 2位  | ミレナ・ブイコワ( ロシア)               |                                                                               |
| 2019-20  | カナダ       | レイク・ルイーズ                 | 12月6日  | アルペンスキー | 滑降           | 1位  | エステル・レデツカ( チェコ)             |                                                                               |
| 2019-20  | オーストリア | バート・ガスタイン               | 1月14日  | スノーボード   | パラレル回転   | 2位  | ラモナテレジア・ホフマイスター( ドイツ) | 三木つばき16位、佐藤江峰41位。                                                |
| 2019-20  | スロベニア   | ログラ                           | 1月18日  | スノーボード   | パラレル大回転 | 1位  | エステル・レデツカ( チェコ)             | 三木つばき14位、佐藤江峰18位。                                                |
| 2019-20  | ドイツ       | ガルミッシュ＝パルテンキルヒェン | 2月8日   | アルペンスキー | 滑降           | 3位  | ビクトリア・レベンスブルク( ドイツ)     |                                                                               |
| 2019-20  | スイス       | クラン＝モンタナ                 | 2月23日  | アルペンスキー | 複合           | 3位  | フェデリカ・ブリニョネ( イタリア)       |                                                                               |
| 2020-21  | イタリア     | コルティーナ・ダンペッツォ       | 12月12日 | スノーボード   | パラレル大回転 | 1位  | エステル・レデツカ( チェコ)             | 竹内智香8位、三木つばき10位。                                                 |
| 2020-21  | フランス     | ヴァル＝ディゼール               | 12月20日 | アルペンスキー | スーパー大回転 | 1位  | エステル・レデツカ( チェコ)             |                                                                               |
| 2020-21  | スイス       | クラン＝モンタナ                 | 1月22日  | アルペンスキー | 滑降           | 2位  | ソフィア・ゴッジャ( イタリア)           |                                                                               |
| 2021-22  | イタリア     | カレッツァ                       | 12月16日 | スノーボード   | パラレル大回転 | 2位  | ダニエラ・ウルビング( オーストリア)     | 三木つばき4位、竹内智香10位。                                                 |
| 2021-22  | イタリア     | コルティーナ・ダンペッツォ       | 12月18日 | スノーボード   | パラレル大回転 | 1位  | エステル・レデツカ( チェコ)             | 竹内智香7位、三木つばき19位、佐藤江峰34位。                                   |
| 2021-22  | イタリア     | コルティーナ・ダンペッツォ       | 1月22日  | アルペンスキー | 滑降           | 3位  | ソフィア・ゴッジア( イタリア)           |                                                                               |
| 2021-22  | スイス       | クラン＝モンタナ                 | 2月26日  | アルペンスキー | 滑降           | 1位  | エステル・レデツカ( チェコ)             |                                                                               |
| 2021-22  | スイス       | クラン＝モンタナ                 | 2月27日  | アルペンスキー | 滑降           | 2位  | プリスカ・ナファー( スイス)             |                                                                               |
| 2022-23  | スロベニア   | ログラ                           | 3月15日  | スノーボード   | パラレル大回転 | 2位  | ザビーネ・シェフマン( オーストリア)     | 三木つばき3位、竹内智香14位、前田紗美28位、村田希空30位。                     |
| 2022-23  | ドイツ       | ベルヒテスガーデン               | 3月18日  | スノーボード   | パラレル回転   | 1位  | エステル・レデツカ( チェコ)             | 三木つばき5位、竹内智香19位、前田紗美29位、村田希空31位。                     |
| 2023-24  | ブルガリア   | パンポロヴォ                     | 1月20日  | スノーボード   | パラレル回転   | 1位  | エステル・レデツカ( チェコ)             | 三木つばき3位、越坂綾菜34位。                                                 |
| 2023-24  | ブルガリア   | パンポロヴォ                     | 1月21日  | スノーボード   | パラレル回転   | 1位  | エステル・レデツカ( チェコ)             | 三木つばき3位、越坂綾菜32位。                                                 |
| 2023-24  | ノルウェー   | クヴィットフジェル               | 3月3日   | アルペンスキー | スーパー大回転 | 3位  | フェデリカ・ブリニョネ( イタリア)       |                                                                               |
| 2023-24  | ドイツ       | ヴィンターベルク                 | 3月10日  | スノーボード   | パラレル回転   | 1位  | エステル・レデツカ( チェコ)             | 三木つばき5位、金澤野愛23位、大島ひなの28位、竹内智香DNQ。                    |
| 2023-24  | ドイツ       | ザールバッハ                     | 3月22日  | アルペンスキー | スーパー大回転 | 1位  | エステル・レデツカ( チェコ)             |                                                                               |
| 2024-25  | 中国         | 美林                             | 11月30日 | スノーボード   | パラレル大回転 | 1位  | エステル・レデツカ( チェコ)             | 三木つばき3位、竹内智香21位、金澤野愛43位。                                   |
| 2024-25  | オーストリア | サンクト・アントン               | 1月11日  | アルペンスキー | 滑降           | 3位  | フェデリカ・ブリニョネ( イタリア)       |                                                                               |